# الحضارة الصناعية

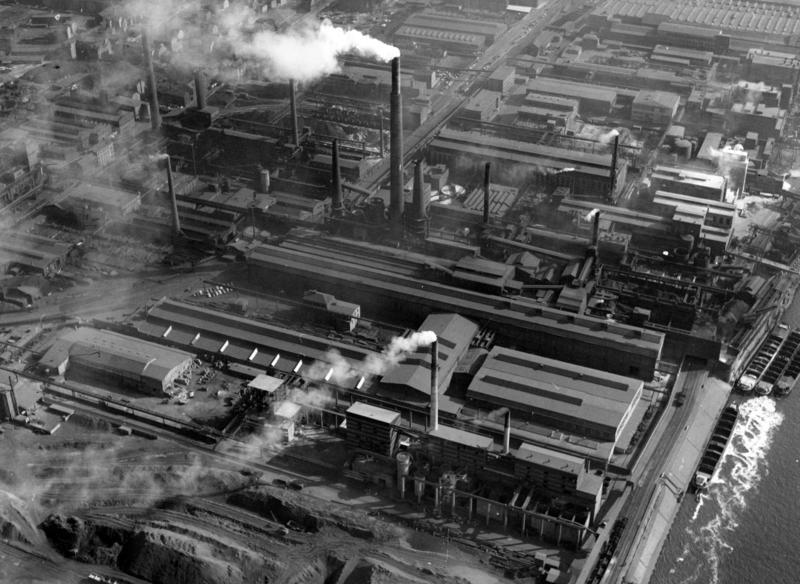
مصانع شركة كروب للصلب

الحضارة الصناعية تشير إلى حالة الحضارة التي حدثت عقب الثورة الصناعية، والتي تميزت باستخدام واسع النطاق للآلات التي تعمل بالطاقة. يشار مفهوم الحضارة الصناعية إلى انتقال منطقة فردية من مجتمع ما قبل الصناعة إلى مجتمع صناعي باسم عملية التحول الصناعي، والتي قد تحدث في مناطق مختلفة من العالم في أوقات مختلفة. قد تتخصص المناطق الفردية بشكل أكبر مع استمرار تقدم الحضارة، مما يؤدي إلى انتقال بعض المناطق إلى اقتصاد الخدمات، أو مجتمع المعلومات، أو مجتمع ما بعد الصناعة(1). يُشار أحيانًا إلى العصر الحالي باسم عصر المعلومات. قد يحدث أن يُستغنى عن الصناعة في منطقة ما لمجموعة من الأسباب.
سمحت الحضارة الصناعية بنمو كبير في عدد سكان العالم، وذلك بفضل الزراعة الآلية والتقدم في الطب الحديث، وفي مستوى المعيشة.
تعتمد هذه الحضارة في الغالب على الوقود الأحفوري، مع وجود جهود حالية لإيجاد بدائل لإنتاج الطاقة. أظهرت بعض المناطق تراجعًا في عملية التصنيع مع تدهور بعض الصناعات، أواستبدلت.

## الاختلاف مع المفاهيم والتعريفات الأخرى

### اختلاف مفهوم الحضارة الصناعية عن المجتمع الصناعي
الحضارة الصناعية تشير إلى الحالة الأوسع للحضارة، والتي تمتد عبر مجتمعات متعددة؛ بينما يكون المجتمع الصناعي فقط لشرائح محددة(2) تعتمد على وظائف التصنيع، بينما تتضمن الحضارة الصناعية ككل العديد من المناطق المترابطة(3) المتخصصة بطرق مختلفة، بما في ذلك مجتمع المعلومات واقتصاد الخدمة. لاحظ أن هذه المجتمعات لا تزال تعتمد على الحضارة الصناعية في سلعها، والواردات الغذائية التي تأتي من الزراعة الآلية.

### اختلاف مفهوم الحضارة الصناعية عن الثورة الصناعية
الثورة الصناعية هو الحدث التاريخي الذي بشرَ بقدوم الحضارة الصناعية، لقد تطور العالم الحديث بشكل أكبر بعد التطور في الإنتاج الكبير وتقانة المعلومات (4).

### اختلاف مفهوم الحضارة الصناعية عن عملية التحول الصناعي
عملية التحول الصناعي(5) هو عملية تحويل أي منطقة فردية. قد يكون للحضارة الصناعية برمتها مناطقٌ لا تزال تستفيد من المجتمعات الصناعية، دون أن تُصنع بنفسها، أو أن تكون متخصصة بطرق أخرى(6).

## الهوامش
- 1 : لا تزال تعتمد على الصناعة، ولكنها تسمح للأفراد بالخروج من وظائف التصنيع
- 2 :داخل الحضارة.
- 3 :عبر التجارة الدولية.
- 4 :مما يسمح باقتصاد الخدمات ومجتمع المعلومات.
- 5 : التصنيع.
- 6 :مثل اقتصاد الخدمات.